# Ernst Heinkel

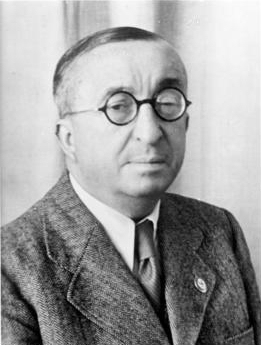
Ernst Heinkel

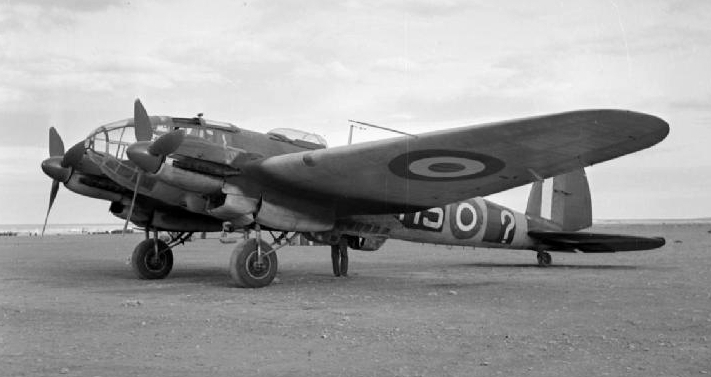
Een Heinkel He 111 in 1942

Ernst Heinkel (Grunbach, Württemberg, Duitsland, 24 januari 1888 - Stuttgart, 30 januari 1958) was een Duitse vliegtuigbouwer.
Hij studeerde vier jaar aan het Technisch Instituut in Stuttgart. Nadat hij enthousiast was geraakt door de zeppelins en in 1909 een luchtshow had bijgewoond, bouwde hij in 1910 zijn eerste vliegtuig, gebaseerd op de plannen van Henri Farman.
Na zijn studies kon hij aan de slag bij de Albatros Flugzeugwerke in Berlijn, waar hij de Albatros B.II ontwierp, een verkenningsvliegtuig dat in het begin van de Eerste Wereldoorlog door de Duitsers werd ingezet. Tijdens de oorlog stapte Heinkel over naar de Hansa-Brandenburg Flugzeugwerken, waarvoor hij enkele watervliegtuigen ontwierp.
In 1922 richtte hij de Heinkel Flugzeugwerke in Warnemünde-Rostock op. Hij zorgde er daarbij voor dat Rostock in de eerste helft van de 20e eeuw de motor was achter de industrialisering in Saksen en van Rostock zelf een grootstad en technologiecentrum maakte. De Heinkel-fabrieken zouden op luchtvaartgebied niet minder dan 1352 patenten verzamelen.
Oorspronkelijk werden er watervliegtuigen en burgervliegtuigen gebouwd, maar later ook jachtvliegtuigen en bommenwerpers. Door het Verdrag van Versailles mocht Duitsland slechts in beperkte mate vliegtuigen bouwen. Om die reden ging Heinkel op zoek naar buitenlandse sponsors en partners.
Voor die buitenlandse partijen ontwierp Heinkel vliegtuigen, die dan weer onder licentie in het buitenland moesten gebouwd worden. Een van die partners was de Japanse Keizerlijke Marine, waarvoor Heinkel watervliegtuigen liet bouwen in Zweden. In Duitsland werden die vliegtuigen alleen gebruikt in de burgerscheepvaart om een postverbinding te verzorgen met zeeschepen.
Toen Adolf Hitler aan de macht kwam, vormden de ontwerpen van Heinkel een essentieel onderdeel van de groeiende kracht van de Luftwaffe in de aanloop naar de Tweede Wereldoorlog. Daarbij gebruikte de luchtmacht zowel de Heinkel He 59, de Heinkel He 115 en de Heinkel He 111.
Ernst Heinkel ontving in 1938 samen met Willy Messerschmitt de Nationale Duitse Prijs voor Kunst en Wetenschap, de "Duitse Nobelprijs" en de daaraan verbonden 100 000 Rijksmark.
Heinkel was echter vooral bezeten door snelheid en hij vond in een zekere Wernher von Braun dan ook een geschikte partner. Von Braun, de latere vader van de Amerikaanse ruimtevaart, kreeg van Heinkel enkele vliegtuigen te leen om zijn raketmotoren te testen. In 1938 werd het allereerste vliegtuig (Heinkel He 176) met een raketmotor getest. Een jaar later bouwde Heinkel zijn eerste straalvliegtuig (Heinkel He 178).
Vooral de Heinkel He 111 werd op grote schaal ingezet bij de Slag om Engeland in 1940. Maar het vliegtuig bleek wel heel kwetsbaar te zijn voor luchtafweer en werd daarop vooral ingezet als trekvliegtuig voor zweefvliegtuigen en als mijnenlegger. Uiteindelijk werd de Heinkel He 111 vervangen door de Heinkel He 177, waarvan er door de nazi-regering meer dan duizend werden besteld.
Ernst Heinkel was echter, sinds hij begin jaren 30 zijn joodse medewerkers had moeten ontslaan, een bekend tegenstander van Hitler. In 1942 werd hij gedwongen zijn meerderheidsaandeel in zijn bedrijf over te doen aan Hermann Göring. Heinkel vertrok naar Wenen en begon daar een nieuw ontwerpbureau, waarin hij tot aan het einde van de oorlog werkte aan het ontwerp van de Heinkel He 274. Anderzijds zou hij in het Noorden van Duitsland gebruik hebben gemaakt van dwangarbeid van Russische, Nederlandse, Tsjechische, Belgische en Hongaarse gevangenen (concentratiekampen Barth bij Althagen, en Roevershagen) (Uwe Johnson, Jahrestage, p. 852-853).
Aan het einde van de oorlog werd Heinkel door de geallieerden in hechtenis genomen, maar toen zijn vijandschap met Hitler duidelijk bleek, werd hij weer vrijgelaten.
Heinkel kreeg toestemming om opnieuw als industrieel aan de slag te gaan. In 1950 begon hij in Stuttgart met de productie van motoren en scooters. In 1958 kwam hij in Speyer op zijn oude liefde terug en begon onder de naam Ernst Heinkel-Fahrzeugbau opnieuw met vliegtuigontwerp. Hij overleed kort daarna op 30 januari 1958 op 70-jarige leeftijd in Stuttgart. Het bedrijf werd in 1964 overgenomen door de Vereinigte Flugtechnische Werken-Fokker, dat nadien van naam zou veranderen in Pfalz-Flugzeugwerke.
De zwaar gebombardeerde fabriek van Heinkel in Rostock werd echter door de Russische bezettingstroepen ontmanteld, waarbij al het bruikbaar materiaal naar de Sovjet-Unie werd overgebracht. Van de hele fabriek staat alleen nog een bakstenen muur overeind. Die is sinds 1993 zelfs een beschermd monument.